# 16 juli
16 juli is de 197e dag van het jaar (198e dag in een schrikkeljaar) in de gregoriaanse kalender. Hierna volgen nog 168 dagen tot het einde van het jaar.

## Gebeurtenissen
- Algemeen

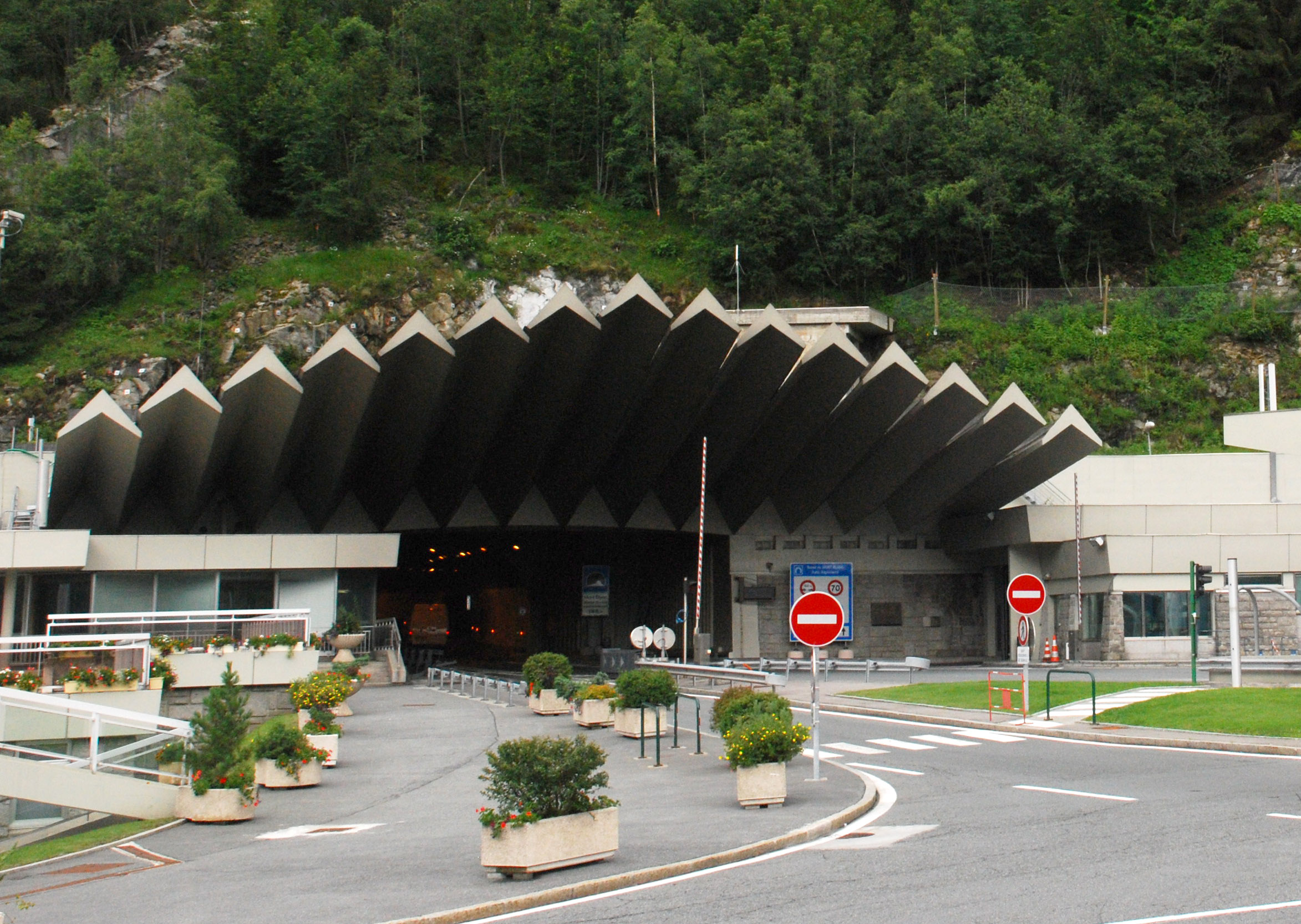
Mont Blanctunnel

  - 1957 - Bij Biak, Nieuw-Guinea verongelukt KLM-vlucht 844, de Neutron, kort na het opstijgen. 58 van de 68 mensen aan boord komen om.
  - 1990 - Bij een aardbeving op Luzon met een kracht van 7,8 op de schaal van Richter komen ongeveer 1600 mensen om het leven.
  - 1999 - Boven de kust nabij Martha's Vineyard verongelukt het vliegtuig dat wordt bestuurd door John F. Kennedy jr., met zijn vrouw en haar zuster aan boord. Alle drie komen om het leven.
  - 2021 - Er sterven meerdere mensen in België en Duitsland door extreme regenval.
- Infrastructuur
  - 1935 - Ingebruikname van de eerste parkeermeters in de Verenigde Staten.
  - 1965 - Opening van de Mont Blanctunnel tussen Frankrijk en Italië.
- Kunst en cultuur
  - 1782 - Première van de opera Die Entführung aus dem Serail van Wolfgang Amadeus Mozart in het Burgtheater in Wenen.
  - 2006 - Harry Potter en de Halfbloed Prins wordt voor het eerst aan publiek getoond door de schrijfster zelf.
- Oorlog
  - 390 v.Chr. (?) - Slag aan de Allia: nederlaag van de Romeinen tegen een Gallisch invasieleger onder bevel van Brennus
  - 1212 - De slag bij Las Navas de Tolosa, de beslissende slag van de Reconquista, vindt plaats. Daarbij verslaan christelijke legers, verzameld door koning Alfons VIII van Castilië, de Moorse Almohaden.
  - 1482 - Jan van Schaffelaar springt van de door Hoeken belegerde toren van Barneveld.
- Politiek
  - 1951 - Troonsafstand van koning Leopold III der Belgen.
  - 1979 - De Iraakse president Ahmad Hassan al-Bakr wordt afgezet door vicepresident Saddam Hoessein, die hem opvolgt.
  - 1990 - Cyprus verzoekt om toetreding tot de Europese Gemeenschap.
  - 1990 - De Sovjetdeelstaat Oekraïne wordt door zijn parlement soeverein verklaard.
  - 1993 - De Pakistaanse oppositieleider Benazir Bhutto schrapt een "lange mars" van haar aanhangers naar Islamabad om de regering van premier Nawaz Sharif ten val te brengen onder druk van het leger en "in het nationaal belang".
  - 2011 - De aan kanker lijdende president Hugo Chávez van Venezuela draagt vlak voor zijn vertrek naar Cuba een deel van zijn macht over.
  - 2016 - Tienduizenden Venezolanen maken gebruik van een tijdelijke opening van de grens met Colombia om levensmiddelen, medicijnen en andere levensbenodigdheden in te slaan.
  - 2017 - Ruim zeven miljoen Venezolanen spreken zich in een officieus referendum uit tegen de socialistische president Nicolás Maduro en zijn plannen een nieuwe grondwet te laten schrijven.
  - 2019 - De Duitse Ursula von der Leyen wordt door het Europees Parlement verkozen tot - eerste vrouwelijke - voorzitter van de Europese Commissie.
  - 2023 - De Europese Unie en Tunesië worden het eens over een migratiedeal volgens welke Tunesië in ruil voor investeringen zijn grenzen strenger zal bewaken. Mensenrechtenorganisaties kunnen zich niet vinden in de deal.[1][2]

- Religie

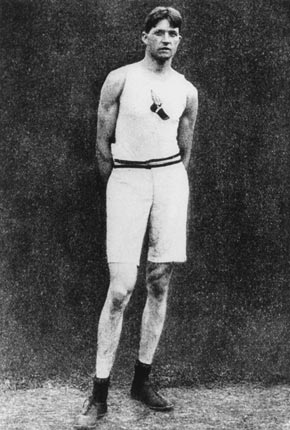
Ray Clarence Ewry tijdens de Olympische Spelen van 1900

  - 622 - Mohammed emigreert met zijn volgelingen naar Medina en sticht een moslimgemeenschap. Begin van de islamitische jaartelling (Anno Hegirae).
  - 1730 - Kroning van paus Clemens XII in Rome.
  - 1758 - Kroning van paus Clemens XIII in Rome.
  - 1955 - Oprichting van de Rooms-katholieke bisdommen Groningen (afgesplitst van het aartsbisdom Utrecht) en Rotterdam (afgesplitst van het Bisdom Haarlem) in Nederland.
- Sport
  - 1900 - Ray Ewry wint bij de Olympische Spelen in Parijs op één dag drie gouden medailles bij het springen uit stand. Dit zijn de eerste van in totaal tien medailles die hij bij verschillende Olympische Spelen zal winnen.
  - 1950 - Uruguay wint de wereldtitel door gastland Brazilië in de finale van het WK voetbal met 2-1 te verslaan.
  - 1971 - Oprichting van FC Groningen, voortspruitend uit de Groninger Voetbal- en Atletiek Vereniging (GVAV-Rapiditas).[3]
  - 1972 - Voetballer en de latere recordinternational Oleh Blochin speelt tegen Finland zijn eerste van in totaal 112 interlands voor de nationale ploeg van Sovjet-Unie.
  - 1994 - Het Stade Mezzavia in de Franse stad Ajaccio krijgt een nieuwe naam: het Stade Ange Casanova, ter ere van oud-directeur Ange Casanova.
  - 2017 - Bauke Mollema wint etappe 15 van de Tour de France.
  - 2022 - Hoogspringster Britt Weerman scherpt bij een wedstrijd in Ninove (België) het Nederlands record outdoor aan tot 1,95 meter. Dat is 1 cm meer dan het oude record dat in handen was van Nadine Broersen.[4]
  - 2023 - Carlos Alcaraz wint de finale van Wimbledon, door Novak Djokovic te verslaan in een spannende vijfsetter.[5]
  - 2023 - Wout Poels wint zijn eerste etappe in een Tour de France. De 15e etappe van de Tour naar Saint-Gervais Mont-Blanc wint de Limburger en komt solo over de finish.[6]
  - 2023 - De Nederlandse wielrenster Lucinda Brand wint de negende editie van de Baloise Ladies Tour.[7]
- Wetenschap en technologie
  - 622 - Begin van de islamitische jaartelling.
  - 1945 - Manhattanproject: de ontploffing van een op plutonium gebaseerd nucleair testwapen nabij Alamogordo in New Mexico (VS).
  - 1957 - De eerste supersonische transcontinentale vlucht van Californië naar New York in 3 uur, 23 minuten en 8 seconden door John Glenn.
  - 1969 - De Apollo 11 met bemanningsleden Buzz Aldrin, Neil Armstrong en Michael Collins wordt gelanceerd vanaf Cape Kennedy in Florida met het doel de eerste man op de maan te zetten.[8]
  - 2022 - Koppeling van het Dragon ruimtevaartuig van SpaceX met het Internationaal Ruimtestation ISS zo'n anderhalve dag na lancering. Aan boord zijn onder meer 5 cubesats.[9]
  - 2022 - Lancering van de aardobservatiesatellieten SuperView Neo 2-01 & 2-02 (Siwei Gaojing) met een Lange Mars 2C raket vanaf Taiyuan Satellite Launch Center LC-9 in China.[10]
  - 2023 - Lancering van een Falcon 9 raket van SpaceX vanaf Kennedy Space Center Lanceercomplex 40 voor de Starlink group 5-15 missie met 54 Starlink satellieten.[11]

## Geboren

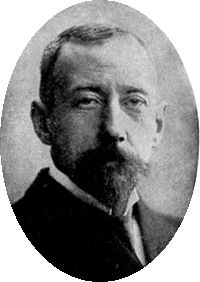
Roald Amundsen
geboren in 1872

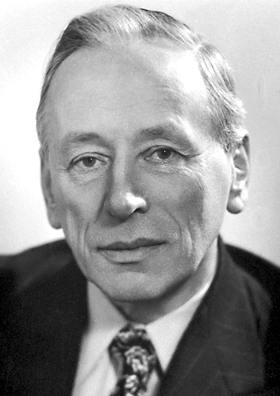
Frits Zernike
geboren in 1888

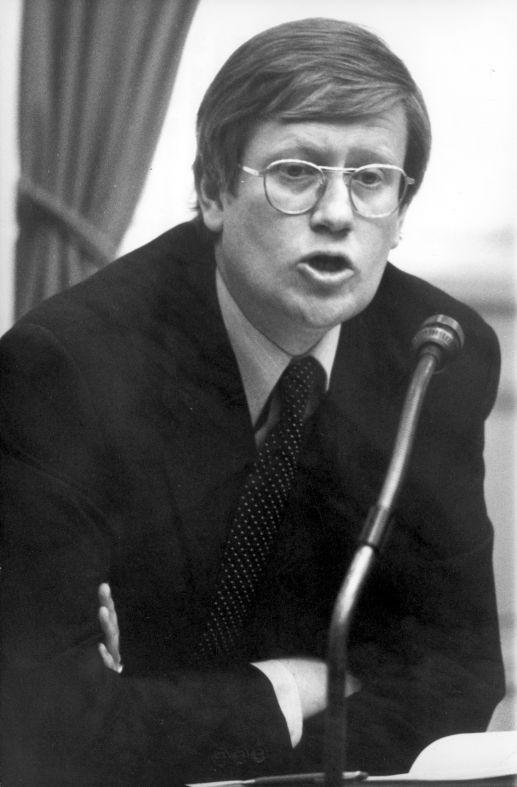
Hans Wiegel
geboren in 1941

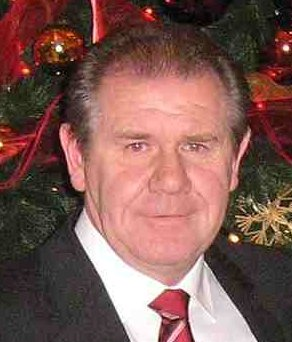
Włodzimierz Smolarek
geboren in 1957

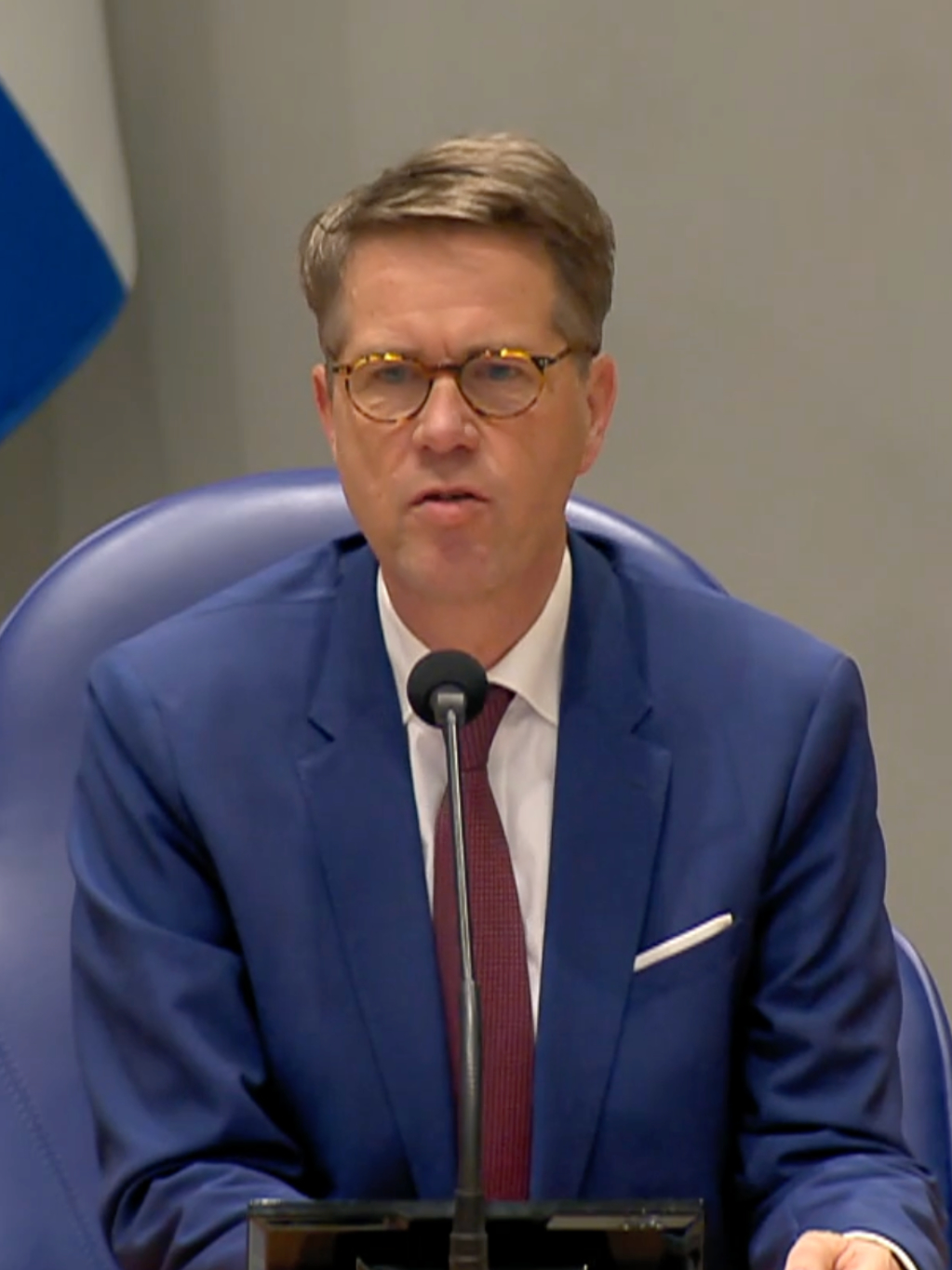
Martin Bosma
geboren in 1964

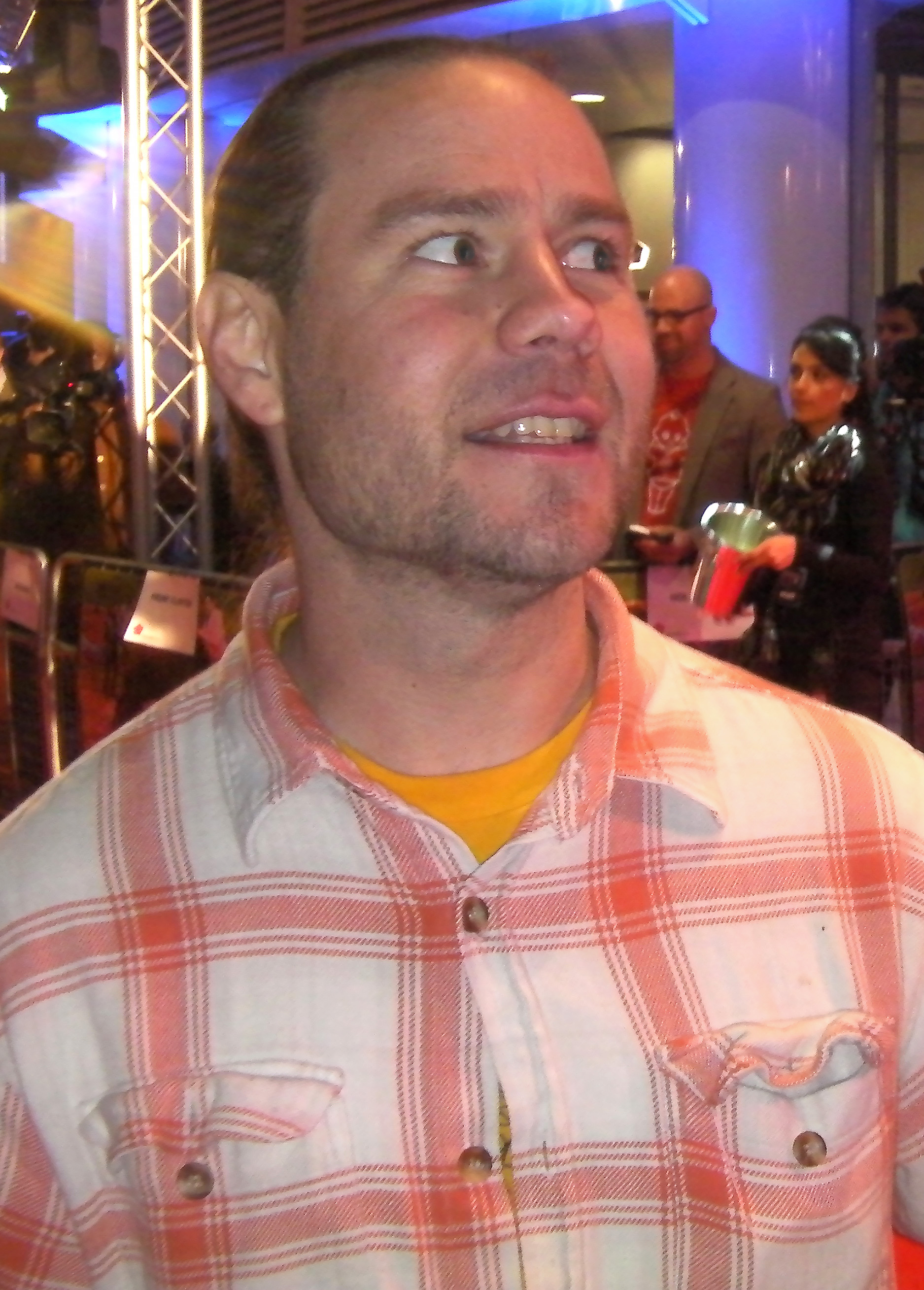
Chris Pontius
geboren in 1974

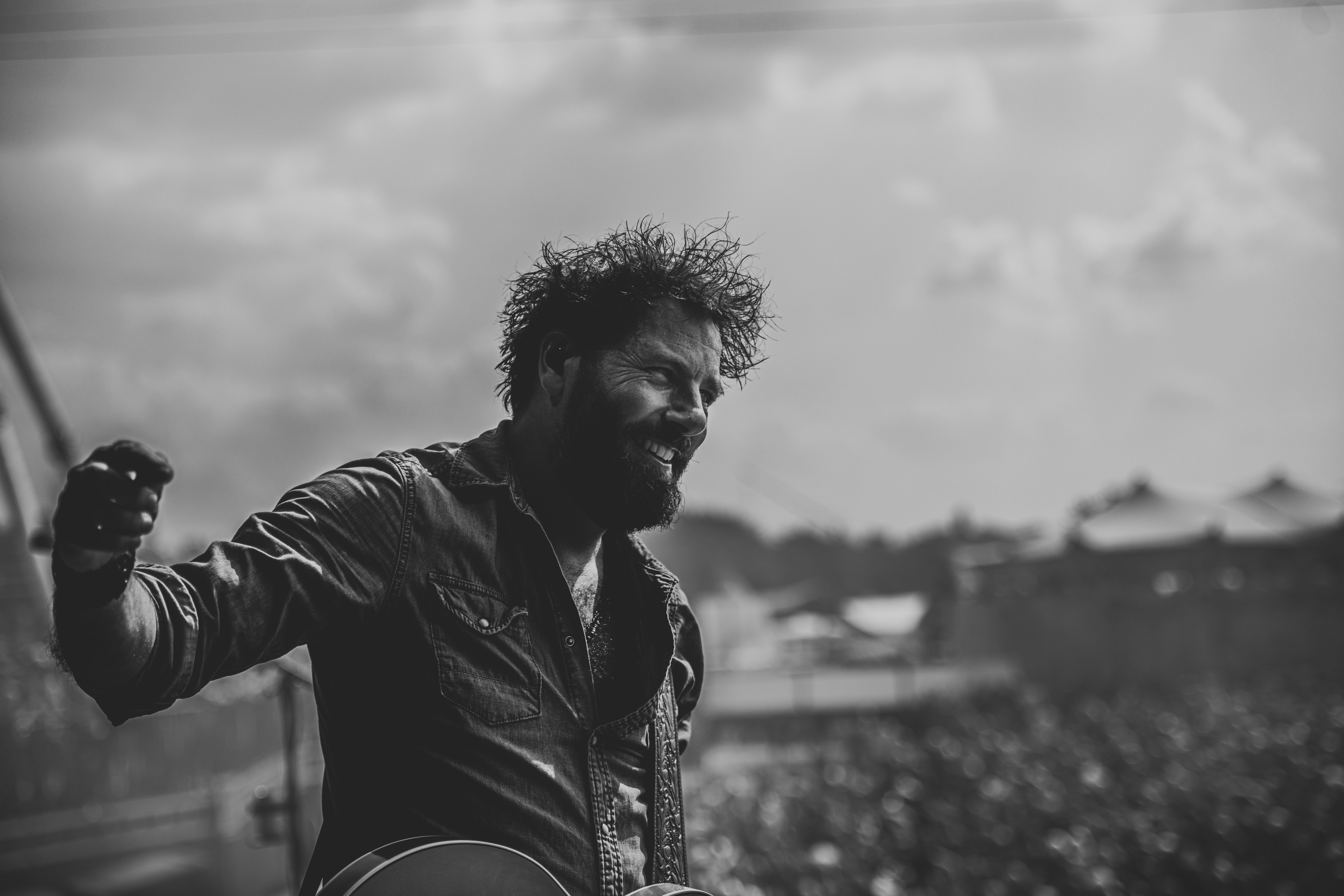
Hendrik Jan Bökkers
geboren in 1977

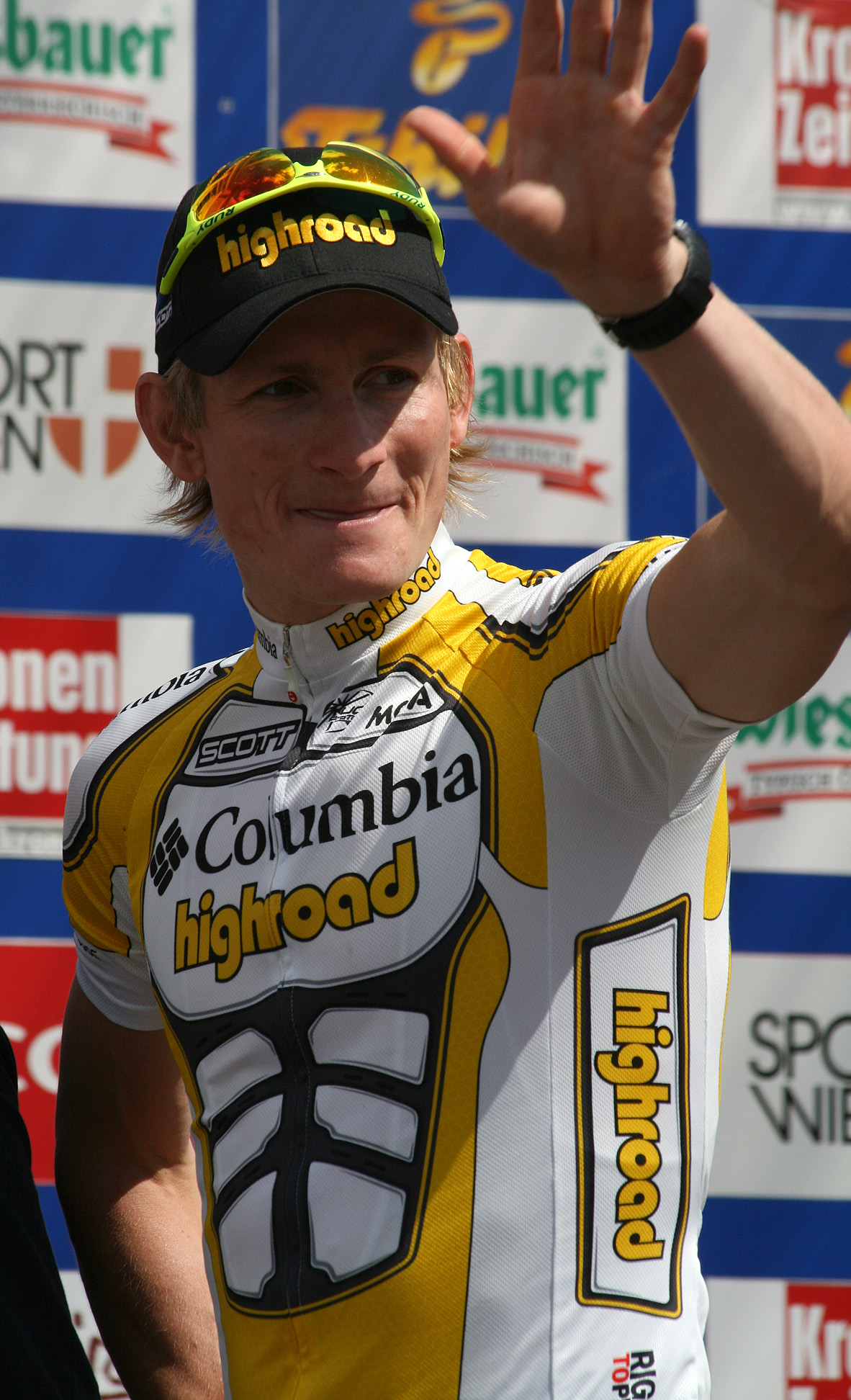
André Greipel
geboren in 1982

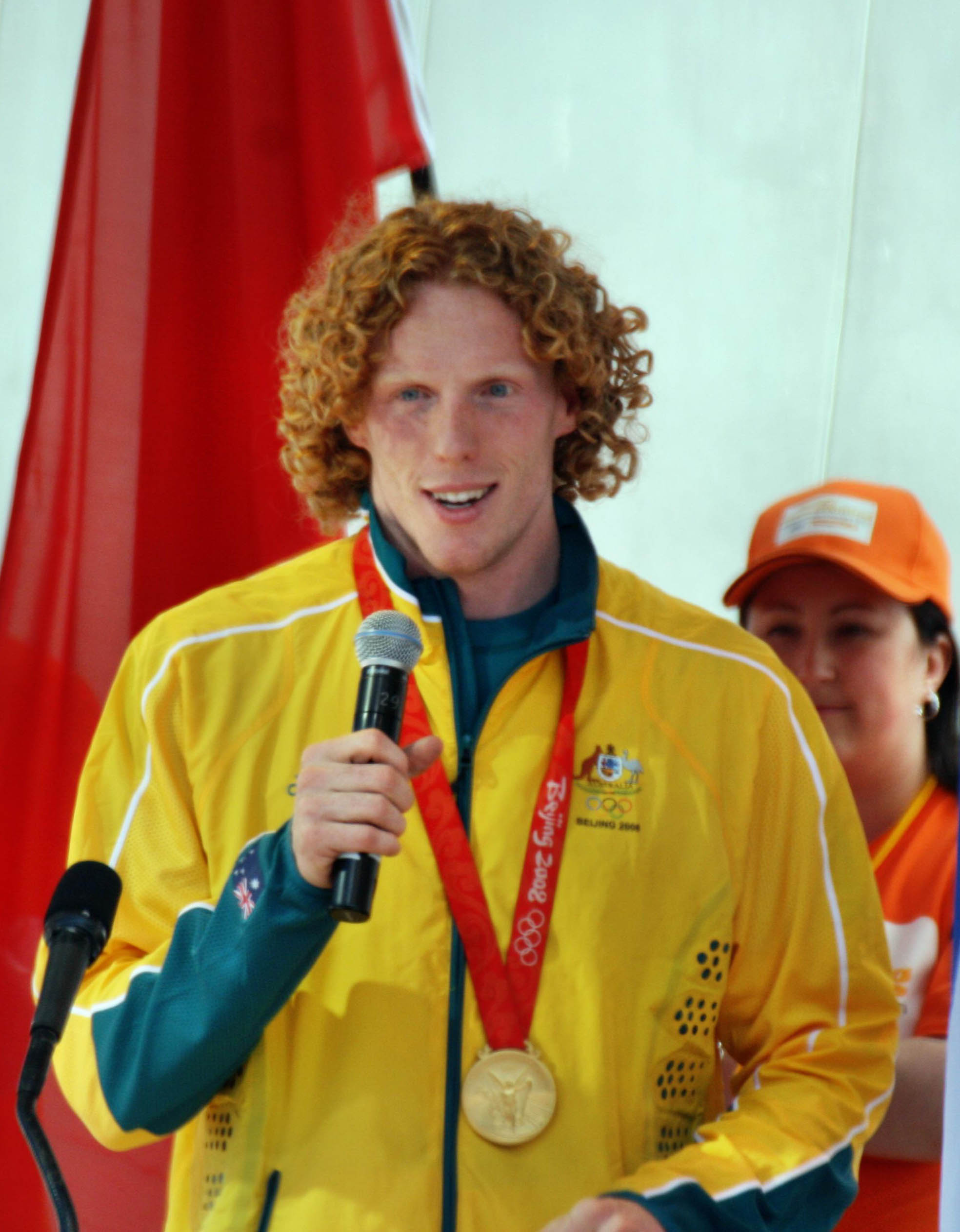
Steven Hooker
geboren in 1982

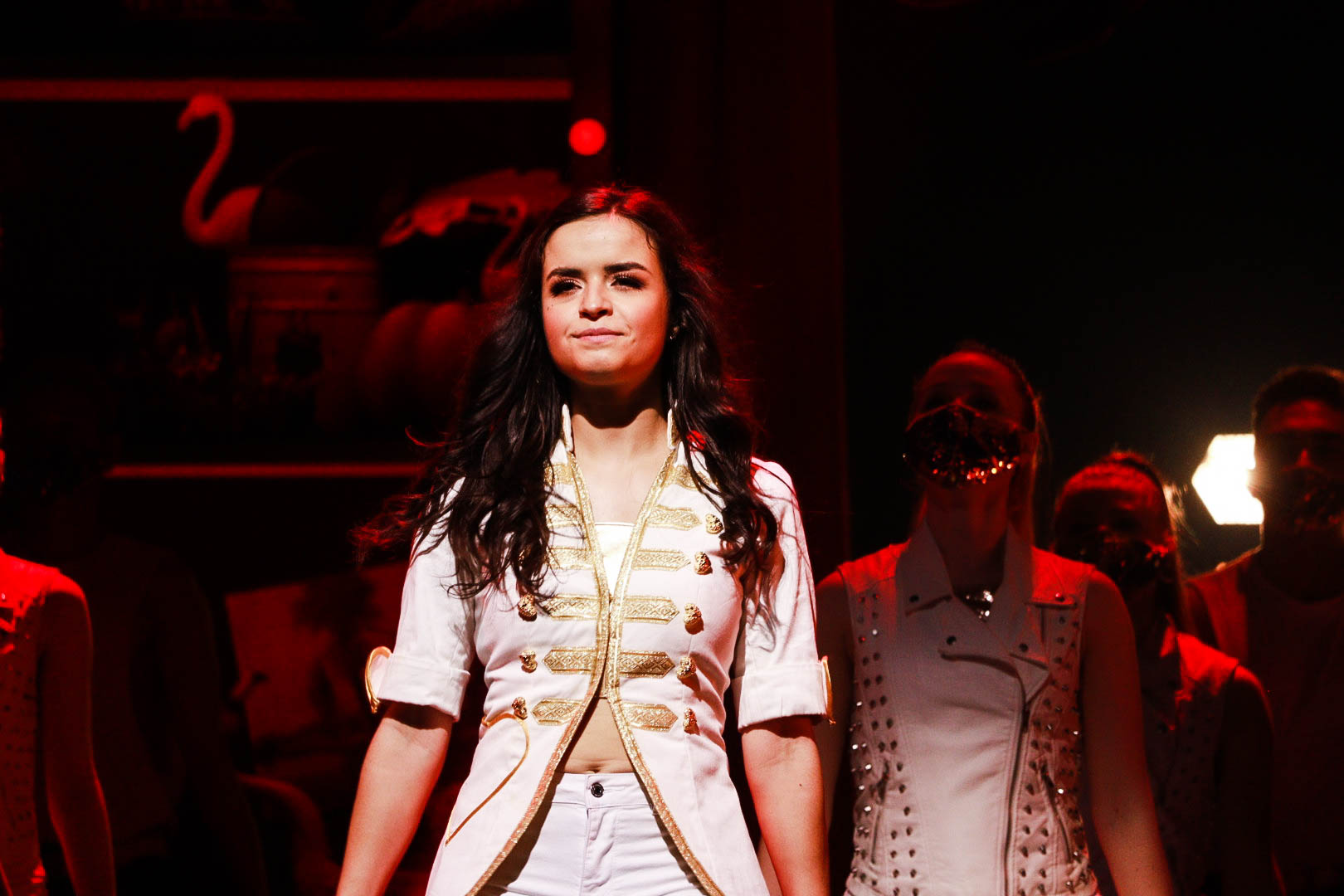
Marthe De Pillecyn
geboren in 1996

- 1401 - Jacoba van Beieren, Gravin van Holland, Zeeland en Henegouwen (overleden 1436)
- 1616 - Christiaan van Nassau-Siegen, Duits militair (overleden 1644)
- 1723 - Joshua Reynolds, Engels kunstschilder (overleden 1792)
- 1771 - Theo Majofski, Nederlands acteur (overleden 1836)
- 1796 - Jean-Baptiste Corot, Frans schilder (overleden 1875)
- 1806 - Aleksandr Ivanov, Russisch schilder (overleden 1858)
- 1841 - Nikolai von Glehn, Duits-Baltisch grootgrondbezitter en architect (overleden 1923)
- 1848 - Henri Viotta, Nederlands componist en dirigent (overleden 1933)
- 1858 - Eugène Ysaÿe, Belgisch violist en componist (overleden 1931)
- 1860 - Otto Jespersen, Deens taalkundige (overleden 1943)
- 1862 - Géo Bernier, Belgisch kunstschilder (overleden 1918)
- 1862 - Ida Wells, Amerikaans burgerrechtenactiviste (overleden 1931)
- 1872 - Roald Amundsen, Noors ontdekkingsreiziger (overleden 1928)
- 1883 - Charles Sheeler, Amerikaans fotograaf en kunstschilder (overleden 1965)
- 1886 - Bram Evers, Nederlands atleet (overleden 1952)
- 1888 - Frits Zernike, Nederlands natuurkundige en Nobelprijswinnaar (overleden 1966)
- 1896 - Maurits Dekker, Nederlands roman- en toneelschrijver (overleden 1962)
- 1896 - Trygve Lie, Noors politicus; van 1946-1952 secretaris-generaal der Verenigde Naties (overleden 1968)
- 1902 - Aleksandr Loeria, Russisch neuropsycholoog (overleden 1977)
- 1904 - Leo Suenens, Belgisch kardinaal-aartsbisschop van Mechelen-Brussel (overleden 1996)
- 1906 - Anne Brasz-Later, Nederlands supereeuwelinge; oudste inwoonster van Nederland (overleden 2020)
- 1906 - Vincent Sherman, Amerikaans filmregisseur (overleden 2006)
- 1907 - Barbara Stanwyck, Amerikaans actrice (overleden 1990)
- 1911 - Ginger Rogers, Amerikaans actrice en danseres (overleden 1995)
- 1912 - Ben Bril, Nederlands bokser (overleden 2003)
- 1915 - Barnard Hughes, Amerikaans acteur (overleden 2006)
- 1915 - Herbert Morris, Amerikaans roeier (overleden 2009)
- 1919 - Choe Gyuha, Zuid-Koreaans politicus (overleden 2006)
- 1920 - Stan Haag, Nederlands programmamaker, radio-dj en liedjesschrijver (overleden 2001)
- 1924 - Hannie Lips, Nederlands televisie-omroepster (overleden 2012)
- 1925 - Nat Pierce, Amerikaanse jazz-pianist (overleden 1992)
- 1925 - Cal Tjader, Amerikaans jazzmuzikant (overleden 1982)
- 1926 - Wally Campbell, Amerikaans autocoureur (overleden 1954)
- 1926 - Emile Degelin, Belgisch schrijver (overleden 2017)
- 1926 - Heinrich Kwiatkowski, Duits voetbalkeeper (overleden 2008)
- 1928 - Anita Brookner, Engels auteur (overleden 2016)
- 1928 - Bella Davidovich, Azerbeidzjaans-Amerikaans pianiste
- 1928 - Jim Rathmann, Amerikaans autocoureur (overleden 2011)
- 1930 - Horst Rittner, Duits schaker (overleden 2021)
- 1931 - Gerda Rubinstein, Nederlands beeldhouwster (overleden 2022)
- 1931 - Theo Van Speybroeck, Belgisch politicus (overleden 2013)
- 1932 - Oleg Protopopov, Russisch kunstschaatser (overleden 2023)
- 1934 - George Hilton, Brits-Uruguayaans acteur (overleden 2019)
- 1936 - Cees Koch, Nederlands atleet (overleden 2021)
- 1936 - Paul Kustermans, Belgisch schrijver
- 1936 - Leo Sterckx, Belgisch wielrenner (overleden 2023)
- 1937 - Andrija Anković, Joegoslavisch-Kroatisch voetballer en voetbalcoach (overleden 1980)
- 1937 - John Daly, Brits filmproducent (overleden 2008)
- 1938 - Jan den Ouden, Nederlands burgemeester (overleden 2016)
- 1939 - Lido Vieri, Italiaans voetbalkeeper
- 1941 - Desmond Dekker, Jamaicaans componist en zanger (overleden 2006)
- 1941 - Jan Krajenbrink, Nederlands politicus en burgemeester (overleden 2020)
- 1941 - Peter Minshall, Trinidadiaans ontwerper van carnavalkostuums
- 1941 - Dag Solstad, Noors schrijver en dramaturg (overleden 2025)
- 1941 - Hans Wiegel, Nederlands politicus en bestuurder (overleden 2025)
- 1942 - Margaret Smith-Court, Australisch tennisster
- 1943 - Reinaldo Arenas, Cubaans schrijver (overleden 1990)
- 1945 - Jos Stelling, Nederlands filmregisseur
- 1946 - Jacques Klöters, Nederlands cabaretier en radiopresentator
- 1946 - Richard LeParmentier, Brits acteur (overleden 2013)
- 1948 - Lars Lagerbäck, Zweeds voetbaltrainer
- 1948 - Rita Barberá Nolla, Spaans politica en burgemeester (overleden 2016)
- 1950 - Dennis Priestley, Engels darter
- 1952 - Stewart Copeland, Amerikaans drummer
- 1954 - Beno Hofman, Nederlands historicus en televisiepresentator (overleden 2023)
- 1955 - Antoine Joly, Frans politicus en diplomaat
- 1956 - Lutz Eigendorf, Oost-Duits voetballer (overleden 1983)
- 1957 - Włodzimierz Smolarek, Pools voetballer (overleden 2012)
- 1958 - Juan Ponce Enrile jr., Filipijns politicus
- 1961 - Philip Hopman, Nederlands illustrator
- 1962 - Uwe Hohn, Oost-Duits speerwerper
- 1962 - Natalja Lisovskaja, (Sovjet-)Russisch/Frans atlete
- 1962 - Kevin Magee, Australisch motorcoureur
- 1962 - Gøran Sørloth, Noors voetballer
- 1964 - Asjot Anastasian, Armeens schaakgrootmeester (overleden 2016)
- 1964 - Nino Boerdzjanadze, Georgisch politicus
- 1964 - Martin Bosma, Nederlands politicus
- 1964 - Phil Hellmuth, Amerikaans pokerspeler
- 1964 - Miguel Indurain, Spaans wielrenner
- 1965 - Patricia Remak, Nederlands juriste en politica
- 1967 - Luca Coscioni, Italiaans politicus (overleden 2006)
- 1967 - Will Ferrell, Amerikaans acteur en komiek
- 1968 - Leo Peelen, Nederlands baanwielrenner (overleden 2017)
- 1968 - Larry Sanger, Amerikaans filosoof en medeoprichter Wikipedia
- 1969 - Mirjam de Koning, Nederlands paralympisch sportster
- 1969 - Sahra Wagenknecht, Duits politica
- 1970 - Kim Christensen, Deens voetballer
- 1971 - Corey Feldman, Amerikaans acteur
- 1971 - Ed Kowalczyk, Amerikaans zanger
- 1971 - Óscar Carmelo Sánchez, Boliviaans voetballer (overleden 2007)
- 1973 - Stefano Garzelli, Italiaans wielrenner
- 1974 - Mahesh Bhupathi, Indiaas tennisser
- 1974 - Massimo Marazzina, Italiaanse voetballer
- 1974 - Chris Pontius, Amerikaans acteur
- 1975 - Bas Leinders, Belgisch autocoureur
- 1975 - Mari Ozaki, Japans atlete
- 1976 - Bobby Lashley, Amerikaans professioneel worstelaar
- 1976 - Carlos Humberto Paredes, Paraguayaans voetballer
- 1976 - Anna Smashnova, Israëlisch tennisster
- 1976 - Peter Van der Heyden, Belgisch voetballer
- 1977 - Hendrik Jan Bökkers, Nederlands zanger
- 1978 - Huub Smit, Nederlands acteur
- 1979 - Mai Nakamura, Japans zwemster
- 1980 - Svetlana Feofanova, Russisch atlete
- 1980 - Elvira Nikolaisen, Noors popzangeres
- 1980 - Adam Scott, Australisch golfer
- 1982 - André Greipel, Duits wielrenner
- 1982 - Steven Hooker, Australisch atleet
- 1982 - Michael Umaña, Costa Ricaans voetballer
- 1982 - Kellie Wells, Amerikaans atlete
- 1983 - Floortje Smit, Nederlands zangeres
- 1984 - Hayanari Shimoda, Japans autocoureur
- 1986 - Leith Brodie, Australisch zwemmer
- 1986 - Bernard Kipyego, Keniaans atleet
- 1987 - Mousa Dembélé, Belgisch voetballer
- 1988 - Sergio Busquets, Spaans voetballer
- 1988 - Eric Johannesen, Duits roeier
- 1988 - José Silverio Rocchi, Mexicaans voetballer
- 1989 - Gareth Bale, Welsh voetballer
- 1990 - Shapoul Ali, Nederlands voetballer
- 1990 - Daryl Homer, Amerikaans schermer
- 1990 - James Maslow, Amerikaans acteur en zanger
- 1990 - Lidewij Welten, Nederlands hockeyster
- 1990 - Johann Zarco, Frans motorcoureur
- 1991 - Frank Futselaar, Nederlands atleet
- 1991 - Sietske Noorman, Nederlands atlete
- 1992 - Erin Doherty, Brits actrice
- 1994 - Mark Indelicato, Amerikaans acteur
- 1994 - Shericka Jackson, Amerikaans atlete
- 1996 - Simon Debognies, Belgisch atleet
- 1996 - Luke Hemmings, Australisch zanger, lid van 5 Seconds of Summer
- 1996 - Cooper Koch, Amerikaans acteur
- 1996 - Marthe De Pillecyn, Belgisch zangeres
- 1998 - Mattia Drudi, Italiaans autocoureur
- 1998 - Taylor Ziemer, Amerikaans voetbalster
- 1999 - Frida Maanum, Noors voetbalster
- 1999 - Manu Van Acker, Belgisch acteur en radiomaker
- 2000 - Marcus Holmgren Pedersen, Noors voetballer
- 2005 - Cruz Pedrito, Belgisch basketballer
- 2005 - Felicity Wilson-Haffenden, Australisch wielrenster

## Overleden

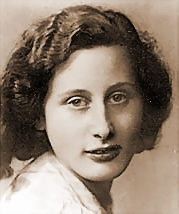
Helga Deen,
overleden in 1943

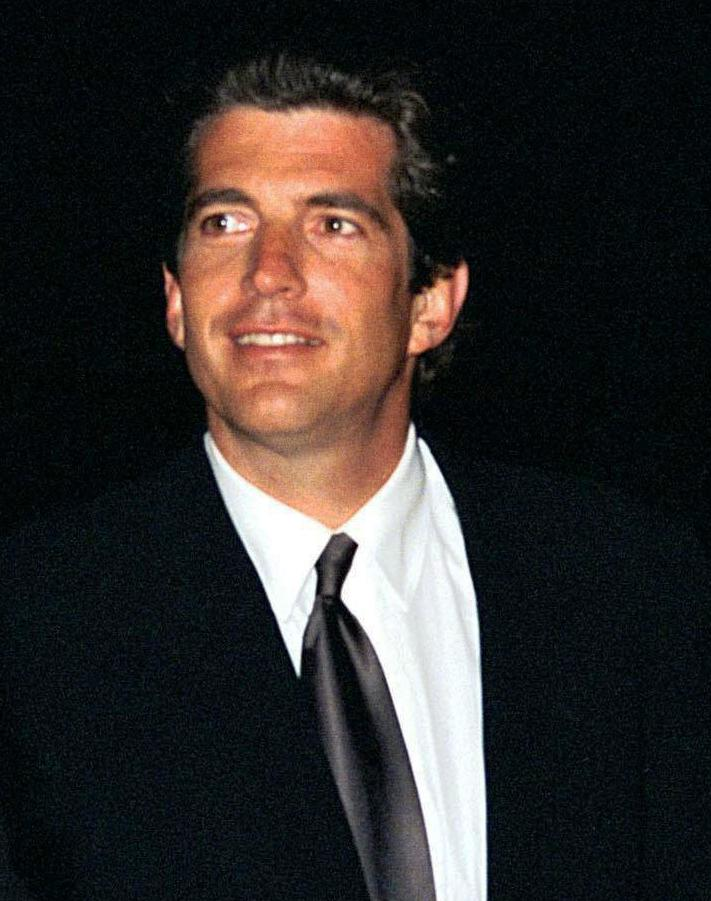
John F. Kennedy jr.,
overleden in 1999

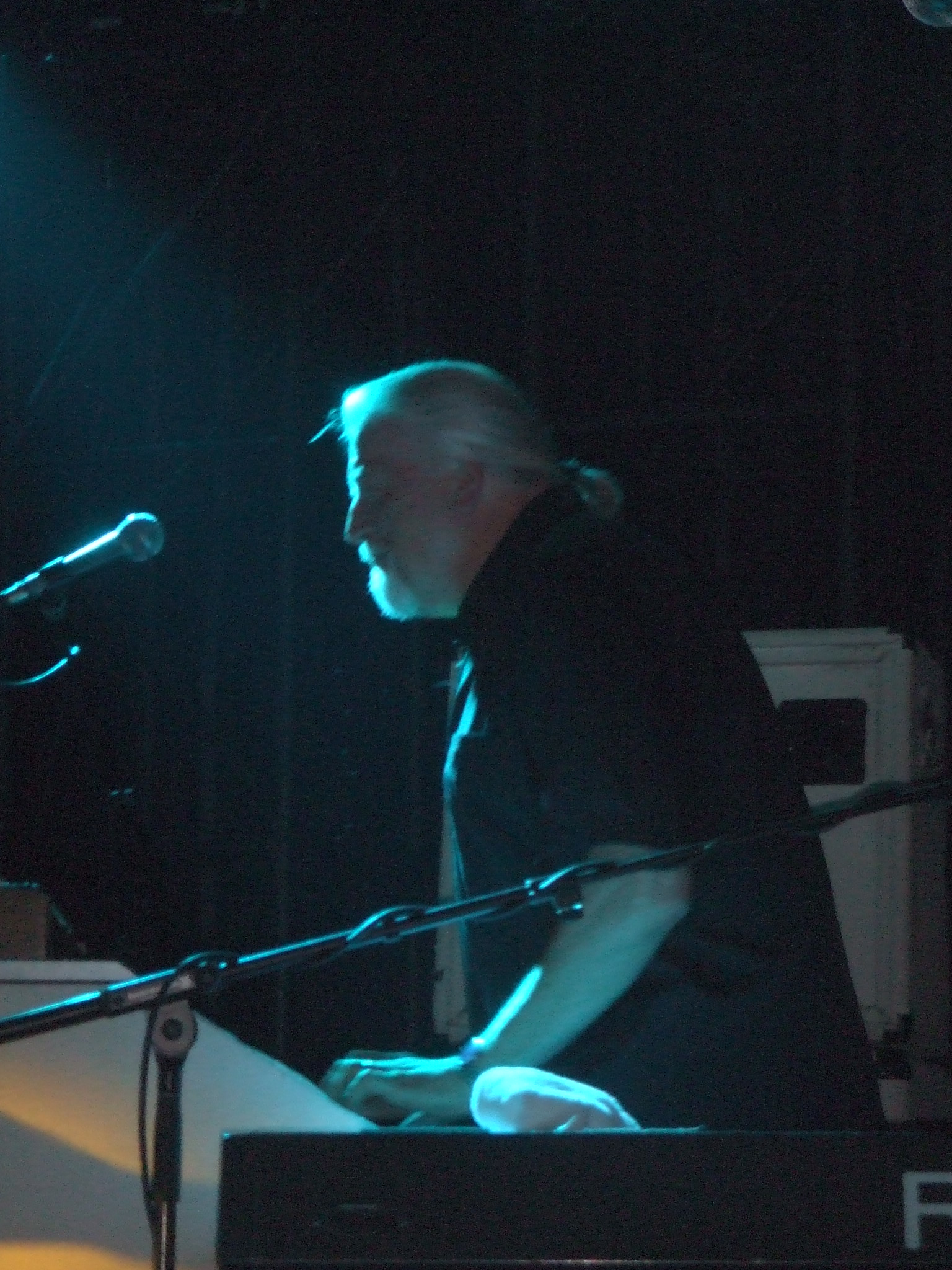
Jon Lord,
overleden in 2012

- 1206 - Herman van Nassau, graaf van Nassau (jaartal bij benadering)
- 1216 - Paus Innocentius III (ca. 56)
- 1482 - Jan van Schaffelaar (ca. 37), Kabeljauwse ruiteraanvoerder
- 1664 - Andreas Gryphius (47), Duits toneelschrijver
- 1698 - Christoph Kaldenbach (84), Duits dichter en componist
- 1885 - Adolphe de Vrière (79), Belgische politicus en volksvertegenwoordiger
- 1923 - Louis Couperus (60), Nederlands schrijver
- 1923 - Jan Adam Zandleven (55), kunstschilder
- 1933 - J.A. Mulock Houwer (76), Nederlands architect
- 1938 - Giulio Serafini (70), Italiaans curiekardinaal
- 1943 - Helga Deen (18), Nederlands schrijfster
- 1944 - Johannes Post (29), Nederlands verzetsstrijder
- 1949 - Vjatsjeslav Ivanov (83), Russisch schrijver, dichter, dramaturg filosoof en criticus
- 1953 - Hilaire Belloc (82), Frans-Brits schrijver
- 1954 - Harry Broos (56), Nederlands atleet
- 1960 - Albert Kesselring (74), Duits generaal en veldmaarschalk
- 1962 - Jan Romein (68), Nederlands historicus
- 1976 - Gehnäll Persson (65), Zweeds Ruiter
- 1977 - Frans Karjagin (68), Fins voetballer
- 1977 - Francesco Roberti (88), Italiaans curiekardinaal
- 1979 - Domingo González (28), Colombiaans voetballer
- 1981 - Nívio Gabrich (Nívio) (53), Braziliaans voetballer
- 1982 - Patrick Dewaere (35), Frans filmacteur
- 1985 - Heinrich Böll (67), Duits schrijver
- 1987 - Pierre Lardinois (62), Nederlands politicus
- 1989 - Herbert von Karajan (81), Oostenrijks dirigent
- 1994 - Julian Schwinger (76), Amerikaans natuurkundige en Nobelprijswinnaar
- 1995 - Sir Stephen Spender (86), Brits dichter, essayist en criticus
- 1998 - Herman Wigbold (73), Nederlands journalist
- 1999 - John F. Kennedy jr. (38), Amerikaans advocaat, journalist en uitgever en zoon van John F. Kennedy
- 1999 - Leo Pagano (79), Nederlands radioverslaggever
- 2001 - Maurice De Bevere (Morris) (77), Belgisch striptekenaar
- 2001 - Terry Gordy (40), Amerikaans professioneel worstelaar
- 2001 - Beate Uhse (81), Duits ondernemer
- 2002 - John Cocke (77), Amerikaans informaticus
- 2003 - Alie van den Bos (101), Nederlands gymnaste
- 2003 - Celia Cruz (78), Cubaans-Amerikaans zangeres
- 2006 - Adri de Gelder (52), Nederlands natuurbeschermer
- 2008 - Jo Stafford (90), Amerikaans pop- en jazzzangeres
- 2010 - Aleksandr Bolosjev (63), Russisch basketballer
- 2011 - Milo Anstadt (91), Nederlands journalist, schrijver en programmamaker
- 2011 - Bertalan Bicskei (66), Hongaars voetballer en voetbalcoach
- 2012 - Stephen Covey (79), Amerikaans auteur en managementgoeroe
- 2012 - Marien de Jonge (100), Nederlands militair
- 2012 - Klára Killermann (83), Hongaars zwemster
- 2012 - Jon Lord (71), Engels muzikant
- 2012 - Walter Pichler (75), Oostenrijks avant-gardearchitect, beeldhouwer, tekenaar en conceptueel kunstenaar
- 2013 - Marian Boyer (59), Nederlands actrice en schrijfster
- 2014 - Karl Albrecht (94), Duits ondernemer
- 2014 - Johnny Winter (70), Amerikaans bluesgitarist, zanger en producer
- 2015 - Piet Geelhoed (71), Nederlands schrijver, radio- en televisieprogrammamaker
- 2015 - Alcides Ghiggia (88), Uruguayaans-Italiaans voetballer
- 2016 - Riny van der Bie-van Vliet (68), Nederlands burgemeester
- 2016 - Rudi Polder (89), Nederlands kunstschilder
- 2017 - Régis Gizavo (58), Malagassisch accordeonist
- 2017 - George A. Romero (77), Amerikaans-Canadees filmregisseur en scenarioschrijver
- 2017 - Wilfried Scheutz (67), Oostenrijks zanger
- 2017 - Marc Stassijns (78), Belgisch sportverslaggever
- 2020 - Vladimir Oboechov (84), Russisch basketbalcoach
- 2020 - Phyllis Somerville (76), Amerikaans actrice
- 2021 - Biz Markie (57), Amerikaans rapper, dj en producer
- 2021 - Ger Ruijters (90), Nederlands vastgoedondernemer
- 2022 - Elly Appel (69), Nederlands tennisster
- 2022 - Ramon Norden (79), Surinaams dammer
- 2023 - Jane Birkin (76), Brits-Frans actrice, zangeres en model
- 2023 - Daniël Bracke (Danny Sinclair) (76), Belgisch zanger
- 2023 - Harry Frankfurt (94), Amerikaans filosoof
- 2023 - Kevin Mitnick (59), Amerikaans hacker
- 2024 - Gerrit Pesman (86), Nederlands voetballer
- 2024 - Irène Schweizer (83), Zwitsers jazzpianiste en -drumster
- 2025 - Ahmed Faras (78), Marokkaans voetballer
- 2025 - Connie Francis (87), Amerikaans zangeres
- 2025 - Joeri Kara (70), Russisch filmregisseur, scenarioschrijver en producent
- 2025 - Frans de Ruiter (79), Nederlands musicoloog en cultureel bestuurder

## Viering/herdenking

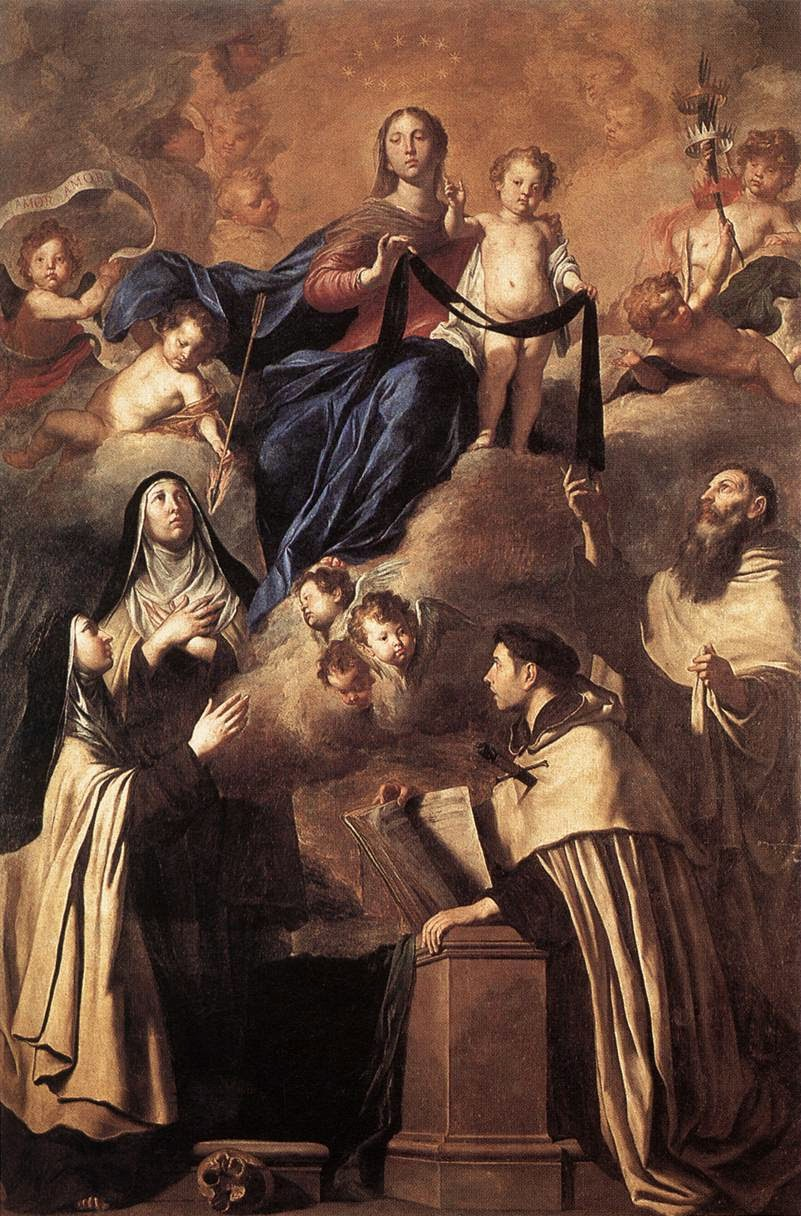
O.L.V. v/d berg Karmel

- Botswana - Dag van de President (2e dag)
- Rooms-Katholieke kalender:
  - Heilige Maagd Maria van de berg Karmel (1155) - Vrije Gedachtenis
  - Heilige Marie Madeleine Postel († 1846)
  - Heilige Monulf(us) en Gondulf(us) (van Maastricht) († 599) - Gedachtenis (in bisdom Hasselt)
  - Heilige Valentijn van Trier († 305) - Gedachtenis (in bisdom Luik)
  - Heilige Helerius († 6e eeuw)
  - Heilige Reinhilde van Kontich en gezellen († c. 700)
  - Heilige E(r)lvira (van Öhren) († 12e eeuw)
  - Zalige Irmengard van Chiemsee († 866)
  - Zalige Milo (van Selincourt) († 1159)
  - Zalige Guadalupe Ortiz de Landázuri († 1975)

## Weerextremen

### Nederland
| | Officiële records | Officiële records | Officiële records |      | Landelijke records | Landelijke records | Landelijke records |
| Gebeurtenis | Jaar              | Extreem           | Locatie           | Jaar | Extreem            | Locatie            |                    |
| --- | ----------------- | ----------------- | ----------------- | ---- | ------------------ | ------------------ | ------------------ |
| Laagste etmaalgemiddelde temperatuur (°C) | 1961, 1970        | 12,4              | De Bilt           |      | 1970               | 11,5               | Maastricht         |
| Hoogste etmaalgemiddelde temperatuur (°C) | 2003              | 25,6              | De Bilt           |      | 1976 2003          | 26,1               | Eindhoven Arcen    |
| Laagste minimumtemperatuur (°C) | 1977              | 5,7               | De Bilt           |      | 1977               | 3,6                | Deelen             |
| Hoogste minimumtemperatuur (°C) | 2003              | 18,9              | De Bilt           |      | 1918               | 20,2               | Vlissingen         |
| Laagste maximumtemperatuur (°C) | 1988              | 14,0              | De Bilt           |      | 1970               | 13,4               | Maastricht         |
| Hoogste maximumtemperatuur (°C) | 2003              | 34,3              | De Bilt           |      | 1976               | 35,9               | Maastricht         |
| Hoogste uurgemiddelde windsnelheid (m/s) | 1945              | 13,4              | De Bilt           |      | 2023               | 19,0               | IJmuiden           |
| Hoogste windstoot (m/s) | 2023              | 17,0              | De Bilt           |      | 2007               | 26,0               | Houtribdijk        |
| Langste zonneschijnduur (uur) | 1902              | 16,0              | De Bilt           |      | 1902               | 16,0               | De Bilt            |
| Langste neerslagduur (uur) | 1988              | 17,5              | De Bilt           |      | 1988               | 18,6               | Volkel             |
| Hoogste etmaalsom van de neerslag (mm) | 1987              | 36,6              | De Bilt           |      | 2007               | 48,1               | Schiphol           |
| Laagste etmaalgemiddelde relatieve vochtigheid (%) | 2006              | 47                | De Bilt           |      | 1921               | 41                 | Eelde              |
| Laagste uurwaarde luchtdruk op zeeniveau (hPa) | 2011              | 996,0             | De Bilt           |      | 2011               | 994,0              | Hoorn Terschelling |
| Hoogste uurwaarde luchtdruk op zeeniveau (hPa) | 1996              | 1032,3            | De Bilt           |      | 1996               | 1033,3             | De Kooy, Vlieland  |
| Officiële records worden altijd gemeten op het KNMI-weerstation in De Bilt. Landelijke records kunnen worden gemeten op elk officieel KNMI-weerstation in Nederland. |                   |                   |                   |      |                    |                    |                    |

Uitzonderlijke gebeurtenissen
- 1902 - Officieel maandrecord langste zonneschijnduur in uren van juli gemeten in De Bilt: 16,0. Samen met 6 juli 1902
- 1902 - Landelijk maandrecord langste zonneschijnduur in uren van juli gemeten in De Bilt: 16,0. Samen met 6 juli 1902
- 1924 - Laatste officiële zomerse dag van het jaar (maximumtemperatuur ≥ 25 °C in De Bilt)
- 1928 - Officieel hoogste minimumtemperatuur in °C van het jaar gemeten in De Bilt: 16,5
- 1969 - Eerste officiële tropische dag van het jaar (maximumtemperatuur ≥ 30 °C in De Bilt)
- 2003 - Officieel hoogste minimumtemperatuur in °C van het jaar gemeten in De Bilt: 18,9
- 2023 - Officieel hoogste uurgemiddelde windsnelheid in m/s van juli dit jaar gemeten in De Bilt: 9,0. Samen met 5 juli

### België
Dagrecords
- 1892 - Laagste etmaalgemiddelde temperatuur 11,8 °C
- 2003 - Hoogste etmaalgemiddelde temperatuur 26 °C
- 1977 - Laagste minimumtemperatuur 7,1 °C
- 1900 - Hoogste maximumtemperatuur 31,9 °C
- 1937 - Hoogste etmaalsom van de neerslag 27,1 mm

Uitzonderlijke gebeurtenissen
- 1980 - Neerslagtotaal van 108 mm in Lot (Beersel).
- 2003 - Hoge minimumtemperaturen met 22,2 °C in Thimister (Thimister-Clermont) en 21,5 °C in Jalhay.

<< · 1 · 2 · 3 · 4 · 5 · 6 · 7 · 8 · 9 · 10 · 11 · 12 · 13 · 14 · 15 · 16 · 17 · 18 · 19 · 20 · 21 · 22 · 23 · 24 · 25 · 26 · 27 · 28 · 29 · 30 · 31 · >>